# Pokémon: Il re delle illusioni Zoroark
Pokémon: Il re delle illusioni Zoroark (劇場版ポケットモンスター ダイヤモンド＆パール 幻影の覇者 ゾロアーク Gekijōban Poketto Monsutā Daiyamondo & Pāru: Gen'ei no Hasha: Zoroāku?, Pocket Monster Diamante e Perla il film: Sovrano Fantasma: Zoroark) è un film d'animazione del 2010 diretto da Kunihiko Yuyama.
Si tratta del tredicesimo film basato sulla serie animata Pokémon.
Il lungometraggio, distribuito in Giappone a partire dal 10 luglio 2010, è incentrato sui Pokémon leggendari della seconda generazione Raikou, Entei, Suicune e Celebi. Nel primo teaser del film erano stati inoltre inseriti i Pokémon Lugia e Ho-Oh.
Il 7 febbraio 2010 Junichi Masuda ha annunciato a Pokémon Sunday la presenza nel film di un Pokémon della quinta generazione. Successivamente è stato rivelato il nome giapponese del Pokémon, Zoroark, e della sua pre-evoluzione, Zorua. Entrambi i Pokémon sono visibili nel secondo trailer del lungometraggio, trasmesso il 3 marzo all'interno della trasmissione Ohasuta.
Negli Stati Uniti d'America il film viene trasmesso su Cartoon Network il 5 febbraio 2011. In Italia l'emittente Disney XD lo ha inserito nella programmazione del 13 febbraio, mentre è stato trasmesso sulla rete K2 il 20 febbraio.
Il DVD del lungometraggio è stato distribuito in Giappone il 17 dicembre 2010, in Italia il 25 maggio 2011 (distribuito da Universal Pictures), in Australia il 1º giugno (anche in formato Blu-ray) e in Gran Bretagna il 29 agosto.

## Trama
Dopo aver vinto una battaglia contro il Donphan di Armonio, l'allenatore Ash Ketchum, insieme ai suoi amici Lucinda e Brock assiste in televisione a un incontro di calciocanestro Pokémon tra i Red di Giubilopoli (composto da Elekid ed evoluzioni) e i Green di Fiorlisopoli (composto da Beldum ed evoluzioni). In vista dei primi campionati mondiali, Ash e i suoi amici vogliono recarsi a Coronopoli per assistere agli incontri. Quando sullo schermo appaiono "Le leggende di Sciroccopoli", il team di Grings Kodai composto dai Pokémon leggendari Entei, Suicune e Raikou, anche il Team Rocket decide di seguire i protagonisti alla volta di Coronopoli.
Nel frattempo su un aereo a reazione diretto a Coronopoli, Kodai conduce un esperimento per testare le abilità illusorie di Zoroark. Questo Pokémon riesce a tramutarsi in una copia esatta di Raikou e a generare una tempesta, che viene tuttavia smascherata dalla tecnologia in possesso da Kodai. Al termine dell'esperimento, un Ninjask rapisce Zorua, al fine di permettere il controllo da parte di Kodai del potere di Zoroark. Zorua riesce però a fuggire dalle grinfie del Pokémon e dei Scizor presenti nel veicolo e lo abbandona, precipitando di sotto piomba su un gruppo di Pokémon volanti e assume le sembianze di un Skiploom scendendo lentamente, intanto a Coronopoli giunge, attraverso un'onda temporale, anche il Pokémon leggendario Celebi.
Persi nel bosco, Ash e i suoi amici incontrano un gruppo di Beautifly, poco dopo dal cielo piove Zorua che incontra prima i membri del Team Rocket e poi alcuni Vigoroth. Tuttavia viene circondato dai Pokémon rimanendo poi intrappolato ai margini di un burrone, ma fortunatamente viene prontamente salvato dall'intervento dell'Infernape di Ash e del Mamoswine di Lucinda. Grazie alle abilità telepatiche di Zorua, i protagonisti apprendono che il Pokémon ha intenzione di recarsi a Coronopoli per cercare "Mama", il gruppo si mette così in viaggio alla volta della città con Zorua che assume le sembianze di Pikachu. Altrove Kodai, grazie ad alcune registrazioni di Zorua, riesce a convincere Zoroark a scatenare il panico a Coronopoli.
La mattina seguente Tammy avvista Celebi e corre a comunicarlo a Joe, tuttavia Zoroark, arrivato in città, assume le sembianze di Suicune, Entei e Raikou, scatenando diversi disastri e provocando il panico tra gli abitanti. Kodai manipola le immagini riprese dalle sue videocamere e trasmette alla televisione un annuncio in cui afferma che Zoroark ha preso il controllo del trio di Pokémon leggendari, a quel punto la città di Coronopoli viene immediatamente evacuata. Arrivati poco dopo Ash e i suoi amici apprendono della notizia dall'Agente Jenny, Zorua assume quindi le sembianze di Brock e tenta di raggiungere la città, tuttavia il suo atteggiamento attira le attenzioni del giornalista Karl.
In una delle sue visioni Kodai vede Celebi, Ash e i suoi amici. Questi, grazie all'aiuto di Karl e del suo Bronzor, raggiungono Coronopoli tramite un passaggio segreto. Nel frattempo Gozzo organizza una trappola per Zoroark e lo rinchiude in una gabbia elettrificata, mentre Kodai lascia la sua segretaria Rowena da sola, in base alle sue visioni Kodai vede che l'onda temporale si trova vicino a uno degli orologi che effettuano il conto alla rovescia per il torneo di calciocanestro e decide quindi di controllarli tutti utilizzando il suo Shuppet.
Giunti a Coronopoli Karl racconta ai ragazzi alcuni aneddoti relativi alla storia di Coronopoli e scopre che le immagini mostrate da Kodai alla TV sono state manipolate, poco dopo Zorua viene attaccato dal Tangrowth di Tammy e dal Mightyena di Joe, che si scopre essere nonno di Karl. I due avevano intuito che i Pokémon leggendari non avevano motivo per attaccare la città e infatti sono rimasti a Coronopoli, poco dopo Zorua, ripresosi dall'attacco Sonnifero, fugge dall'abitazione di Joe e Tammy e si mette in cerca di Zoroark. Tuttavia viene circondato, insieme a Pikachu e Piplup, dai Pokémon di Coronopoli, ma l'apparizione di Celebi evita lo scontro.
Poco dopo Kodai intrappola Ash, Lucinda, Brock e Karl in una gabbia elettrificata (avendoli visti nelle sue visioni) e li porta sulla sua nave per evitare che interferiscano col suo piano, in seguito vengono liberati da Rowena, che in realtà è una giornalista il cui scopo era indagare su Kodai. Rowena racconta ai protagonisti che vent'anni prima Kodai era riuscito a impossessarsi dell'onda temporale, causando la distruzione di tutta la vegetazione di Coronopoli e ottenendo così il dono della preveggenza. Rivela anche che il potere di Kodai sta svanendo e infatti vuole trovare l'onda temporale per riottenere il suo potere, a quel punto i protagonisti decidono di fermarlo prima che riesca nel suo intento.
Nonostante abbia controllato tutti gli orologi di Coronopoli, Kodai non è ancora riuscito a trovare l'onda temporale, tuttavia ha una visione in cui cattura Celebi e ottiene un'ulteriore previsione, decide quindi di attaccare Celebi, Zorua, Pikachu e Piplup. Nel frattempo Zoroark riesce a liberarsi dalla sua gabbia e corre in città alla ricerca di Zorua, poco dopo i Pokémon guardiani di Coronopoli, Entei, Raikou e Suicune, arrivano in città per fronteggiare Zoroark, erroneamente considerato un pericolo.
Nonostante i tentativi di opporsi da parte di Celebi, Kodai riesce ad avere una visione, interrotta solamente dall'attacco di Zorua. Con l'aiuto di Pikachu e Piplup e, successivamente, con l'arrivo di Ash e i suoi amici e infine dei Pokémon di Coronopoli, Celebi e Zorua vengono portati in salvo. Dopo che Brock cura la zampa di Celebi, Joe spiega che Kodai non ha effettivamente controllato tutti gli orologi, di cui lui è l'inventore, dato che un altro di essi, il prototipo, si trova all'interno dello stadio; sfortunatamente Kodai ne viene a conoscenza tramite una micro-telecamera. Avvertiti da Pikachu della presenza della telecamera, Ash, Brock e Lucinda si precipitano allo stadio prendendo una scorciatoia, sperando di arrivare prima di Kodai, nel frattempo Rowena e gli altri interrompono il combattimento tra i Pokémon leggendari e Zoroark.
Mentre Lucinda e Brock fermano con Mamoswine, Sudowoodo e Croagunk i Pokémon di Gozzo, sia Ash sia Kodai tentano di raggiungere per primi l'onda temporale dentro lo stadio. Tuttavia con un inganno, Ash convince Mismagius e Shuppet a seguire Bronzor e Celebi, che in realtà si rivela essere Zorua trasformato, mentre lui si reca con il vero Celebi verso l'orologio, Zoroark nel frattempo sgomina Gozzo e si dirige anche lui verso lo stadio.
A pochi metri dall'orologio, Kodai, che ha preso in ostaggio Zorua, blocca Ash, Pikachu e Celebi e tenta d'impadronirsi dell'onda temporale, provocando così una nuova distruzione della vegetazione in città. In realtà, dopo aver confessato le sue malefatte, si scopre che era solo un'illusione di Zoroark, che non è stata smascherata a causa della rottura del suo braccialetto anti-illusioni in seguito a un morso di Zorua. Nel frattempo l'intera scena è stata prontamente filmata da Karl e Rowena, irato Kodai attacca Zoroark e Ash, ma l'arrivo di Piplup e Bronzor permette a Pikachu di liberarsi e attaccare Mismagius mettendolo fuori gioco, mentre Shuppet viene mandato KO da Zoroark. Kodai viene poi circondato da Entei, Raikou e Suicune e si rifugia all'interno dello stadio, una volta dentro, grazie a un'illusione di Zoroark, Kodai cade nel campo di gioco e perde i sensi.
A causa degli attacchi e della fatica Zoroark cade stremato, tentando di risvegliare la madre, Zorua crea un'illusione dell'habitat del Pokémon, ma invano. Tuttavia Celebi avvista l'onda temporale, Ash lo porta verso di essa e, attraversandola, Celebi ritorna perfettamente guarito e cura Zoroark che può finalmente riabbracciare il suo figlioletto. Una volta svanita l'illusione, Celebi fa sbocciare tutte le piante ed effettua un ulteriore viaggio nel tempo sparendo.
Il giorno dopo la registrazione di Karl viene trasmessa in tutta Coronopoli e Kodai viene arrestato, alla fine Karl, Rowena, Zorua e Zoroark se ne vanno in nave, prima che abbandoni il porto, Ash promette che molto presto si recherà a trovarli nella regione di Unima.
Nei titoli di coda si vedono Ash, Brock e Lucinda che assistono all'incontro di calcio canestro tra i Guerrieri di Monte Corona (Magnemite ed evoluzioni) e una squadra composta di Shinx ed evoluzioni; successivamente scorrono sullo schermo tutti i capipalestra, i SuperQuattro e i maggiori rivali dei protagonisti che hanno preso parte alla generazione Diamante e Perla, siglando così la prima apparizione in un film Pokémon di personaggi che non facciano parte del gruppo principale (né siano interni allo stesso film).

## Distribuzione

### Doppiaggio
Nella versione originale la password di Kodai è onda temporale, mentre nella versione italiana è visione, traduzione di vision utilizzata nel doppiaggio statunitense.
La sigla finale Ice Cream Syndrome dei Sukima Switch è stata sostituita nella versione americana da I Believe in You, adattata in lingua italiana in Perché credo in te, cantata da Valentina Piccione.

## Accoglienza

### Incassi
Nel primo weekend di lancio il lungometraggio ha incassato circa 629 milioni di yen. Nel 2010 ha incassato in Giappone 4 160 000 000 yen, posizionandosi al terzo posto tra i film d'animazione con maggiore incasso.

## Ambientazione
Le location del film sono ispirate ad alcune località dei Paesi Bassi, tra le quali Magere Brug, Amstel e Kinderdijk, e alla capitale del Belgio, Bruxelles.